# Unione Sportiva Città di Palermo 2001-2002
Questa voce raccoglie le informazioni riguardanti l'Unione Sportiva Città di Palermo nelle competizioni ufficiali della stagione 2001-2002.

## Stagione
L'anno 2001-2002 fu l'ultima stagione dell'era di Franco Sensi, iniziata nel corso del 1999-2000, per poi gettare le basi per una nuova squadra destinata a grandi risultati e palcoscenici.
Il ritiro estivo della compagine si è svolto a luglio a Pinzolo, nella provincia autonoma di Trento. Sempre nella stessa provincia trentina, il Palermo ha giocato anche delle amichevoli, la prima terminata 9-0 contro i dilettanti dell'attuale U.S. Primiero (società calcistica di Primiero San Martino di Castrozza) e dove hanno esordito i neoacquisti rosanero Stefano Guidoni e Marco Aurélio Cunha dos Santos.
Il 9 agosto, nell'amichevole in trasferta contro il Frosinone, l’allenatore Bortolo Mutti sperimenta il modulo 4-2-3-1, che proporrà anche il 12 agosto successivo, nella gara casalinga contro il Livorno che segna l’inizio dell'avventura in Coppa Italia, ove il club verrà eliminato nella prima fase a gironi, piazzandosi al secondo posto nel proprio girone 3, a un punto dal capolista Siena che precedeva il Palermo e che lo aveva sconfitto nello scontro diretto a Siena (4-2), sancendo l'unica sconfitta per i rosanero in tale competizione.
Nel frattempo, il 22 agosto, nel post raduno di pre-campionato, disputa un'ultima amichevole, in casa allo stadio La Favorita contro la Roma di Fabio Capello e dell'appena tornato a fare il vice allenatore Ezio Sella, già vincitrice del suo terzo scudetto della storia, partita finita 1-3.
Nella propria annata di Serie B si ottenne la salvezza, matematicamente raggiunta con il pareggio interno contro la Salernitana, concludendo a quota 48 punti - a pari merito con la Sampdoria - con la posizione finale del decimo posto nel centroclassifica.
Il 21 luglio dell'estate successiva, Franco Sensi cederà la società a Maurizio Zamparini per una cifra di 15 milioni di euro da versare in tre anni.

## Divise e sponsor
La linea presentata dallo sponsor tecnico Lotto consisteva in un set di tre divise. La prima maglia era rosa con banda nera in contrasto sulle spalle e pantaloncini neri.  Lo stesso pattern era dedicato alla terza maglia, ma a colori invertiti. La seconda divisa, invece, era  bianca con semplice inserto sui fianchi rosa.
A dispetto della stagione precedente, Lotto decide di presentare il suo logo in forma non estesa, campeggiando sulle divise con un quadrato rosso e il logo in bianco.
Lo sponsor ufficiale era invece "Le Telecomunicazioni del Sud", abbreviato in "LTS".

## Organigramma societario[3][4]
Area direttiva
- Presidente: Sergio D'Antoni
- Vice Presidente: Giuseppe D'Antoni
- Segretario: Salvatore Francoforte
- Addetto stampa: Alessandro Amato
- Responsabile settore amministrativo: Adelina Ferrara
- Fotografo ufficiale: Fabrizio Terruso
- Ufficio marketing: Valentina Bruno
- Segreteria sportiva: Salvatore Francoforte
- Dirigente accompagnatore e consulente legale: Giuseppe Maria Conti

Area tecnica
- Responsabile area tecnica: Giorgio Perinetti
- Direttore sportivo: Antonio Schio
- Allenatore: Bortolo Mutti
- Allenatore in seconda: Mauro Di Cicco
- Allenatore Primavera: Alfonso Ammirata
- Preparatore atletico: Michele Palmieri
- Responsabile settore giovanile: Rosario Argento
- Coordinatore settore giovanile: Giovanni Pecoraro
- Preparatore dei portieri: Gianbattista Piacentini

Area sanitaria
- Medico sociale: dott. Roberto Matracia, dott. Giuseppe Puleo, dott. Diego Picciotto
- Fisioterapista: Alessandro Pilato
- Massaggiatori: Pino Bonadonna, Antonio Sciacchitano

## Rosa[5]
| N. |                      | Ruolo | Calciatore                 |
| -- | -------------------- | ----- | -------------------------- |
| 1  | Italia (bandiera)    | P     | Vincenzo Sicignano         |
| 2  | Italia (bandiera)    | D     | Vincenzo Montalbano        |
| 3  | Italia (bandiera)    | D     | Simone Altobelli           |
| 4  | Italia (bandiera)    | D     | Silvio Vittorio Giampietro |
| 5  | Italia (bandiera)    | D     | Espedito Chionna           |
| 6  | Italia (bandiera)    | C     | Aladino Valoti             |
| 7  | Italia (bandiera)    | C     | Davide Bombardini          |
| 8  | Italia (bandiera)    | C     | Daniele Di Donato          |
| 9  | Italia (bandiera)    | A     | Giammarco Frezza           |
| 10 | Italia (bandiera)    | C     | Massimiliano Cappioli      |
| 11 | Italia (bandiera)    | C     | Franco Brienza             |
| 12 | Italia (bandiera)    | P     | Sebastiano Luca Aprile     |
| 13 | Italia (bandiera)    | D     | Maurizio Lanzaro           |
| 14 | Nigeria (bandiera)   | D     | Jero Shakpoke              |
| 15 | Germania (bandiera)  | A     | Vincenzo Palumbo           |
| 16 | Italia (bandiera)    | C     | Daniele Amerini            |
| 17 | Italia (bandiera)    | C     | Raffaele Longo             |
| 18 | Argentina (bandiera) | A     | Cristian La Grottería      |
| 19 | Italia (bandiera)    | P     | Alberto Maria Fontana      |
| 20 | Italia (bandiera)    | A     | Emilio Belmonte            |

| N. |                    | Ruolo | Calciatore           |
| -- | ------------------ | ----- | -------------------- |
| 21 | Italia (bandiera)  | A     | Stefano Guidoni      |
| 22 | Italia (bandiera)  | A     | Giuseppe Mascara     |
| 23 | Italia (bandiera)  | C     | Filippo Furiani      |
| 24 | Italia (bandiera)  | C     | Maurizio Ciaramitaro |
| 25 | Perù (bandiera)    | A     | Gustavo Vassallo     |
| 26 | Italia (bandiera)  | D     | Luca Ferri           |
| 27 | Italia (bandiera)  | D     | Pietro Accardi       |
| 28 | Italia (bandiera)  | A     | Giovanni Abate       |
| 29 | Italia (bandiera)  | C     | Vincenzo Giannusa    |
| 30 | Brasile (bandiera) | D     | Marco Aurélio        |
| 31 | Italia (bandiera)  | D     | Leandro Rinaudo      |
| 32 | Italia (bandiera)  | D     | Andrea Guerra        |
| 33 | Italia (bandiera)  | C     | Michele Scaringella  |
| 34 | Italia (bandiera)  | D     | Paolo Cotroneo       |
| 40 | Italia (bandiera)  | A     | Riccardo Rimondini   |
| 80 | Italia (bandiera)  | D     | Luigi Malafronte     |
| 84 | Italia (bandiera)  | A     | Roberto Cortese      |
| 85 | Italia (bandiera)  | C     | Daniele De Vezze     |
|    | Italia (bandiera)  | D     | Armando Perna        |

## Calciomercato

### Sessione estiva
| Acquisti | Acquisti         | Acquisti    | Acquisti |
| R.       | Nome             | da          | Modalità |
| -------- | ---------------- | ----------- | -------- |
| D        | Marco Aurélio    | Vicenza     |          |
| D        | Andrea Guerra    | Chievo      |          |
| A        | Stefano Guidoni  | Cosenza     |          |
| D        | Luigi Malafronte | Napoli      |          |
| A        | Giuseppe Mascara | Salernitana |          |

| Cessioni | Cessioni        | Cessioni | Cessioni |
| R.       | Nome            | a        | Modalità |
| -------- | --------------- | -------- | -------- |
| A        | Firmino Elia    | Avellino |          |
| D        | Armando Perna   | Livorno  |          |
| D        | Jero Shakpoke   | Reggiana |          |
| A        | Emilio Belmonte | Nocerina |          |

### Sessione invernale
| Acquisti | Acquisti           | Acquisti   | Acquisti |
| R.       | Nome               | da         | Modalità |
| -------- | ------------------ | ---------- | -------- |
| C        | Riccardo Rimondini | Cittadella |          |

| Cessioni | Cessioni             | Cessioni   | Cessioni |
| R.       | Nome                 | a          | Modalità |
| -------- | -------------------- | ---------- | -------- |
| D        | Simone Altobelli     | Cittadella |          |
| C        | Maurizio Ciaramitaro | Avellino   |          |
| C        | Daniele De Vezze     | Lanciano   |          |
| C        | Michele Scaringella  | Catanzaro  |          |
| A        | Giovanni Abate       | Avellino   |          |

## Risultati

### Serie B

#### Girone di andata
| Arbitro: | P. Rossi (Ciampino) |

|                                                                           |           |                                            |
| Maccarone 26’ (rig.), 70’ Cappellini 30’ (rig.) Belleri 66’ Di Natale 81’ | Marcatori | 72’, 79’ (rig.) La Grottería 84’Bombardini |

| Palermo 3 settembre 2001, ore 20:30 2ª giornata | Palermo                  | 0 – 0 referto | Cagliari | Stadio La Favorita\| Arbitro: \| Morganti (Ascoli Piceno) \| |
| Arbitro:                                        | Morganti (Ascoli Piceno) |               |          |                                                              |

| Arbitro: | Cesari (Genova) |

|             |           |  |
| Mascara 29’ | Marcatori |  |

| Arbitro: | Braschi (Prato) |

|                            |           |  |
| Enyinnaya 45+1’ Valdés 64’ | Marcatori |  |

| Arbitro: | Dondarini (Finale Emilia) |

|                                                 |           |                        |
| Mascara 32’, 60’ (rig.) La Grottería 85’ (rig.) | Marcatori | 83’ (rig.) Ghirardello |

| Arbitro: | Cruciani (Pesaro) |

|            |           |                                   |
| Flachi 60’ | Marcatori | 64’ (rig.) Mascara 70’ Bombardini |

| Arbitro: | Trefoloni (Siena) |

|                  |           |             |
| Cozza 58’ (rig.) | Marcatori | 53’ Mascara |

| Arbitro: | Palanca (Roma) |

|                           |           |  |
| Montalbano 7’ Guidoni 54’ | Marcatori |  |

| Arbitro: | Collina (Viareggio) |

|                                 |           |  |
| Godeas 34’ (rig.) Buonocore 58’ | Marcatori |  |

| Arbitro: | Preschern (Mestre) |

|                                             |           |  |
| La Grottería 15’ Guidoni 19’ Bombardini 77’ | Marcatori |  |

| Arbitro: | Rizzoli (Bologna) |

|              |           |                  |
| Mandelli 45’ | Marcatori | 12’ La Grottería |

| Arbitro: | Pellegrino (Barcellona P.G.) |

|                                        |           |              |
| Bombardini 43’ La Grottería 67’ (rig.) | Marcatori | 64’ Fabbrini |

| Arbitro: | Nucini (Bergamo) |

|                                        |           |  |
| Oliveira 4’ (rig.) Taldo 38’ Musić 89’ | Marcatori |  |

| Arbitro: | Saccani (Mantova) |

|                     |           |  |
| Marco Aurelio 45+1’ | Marcatori |  |

| Arbitro: | Messina (Bergamo) |

|                                     |           |                        |
| Vidigal 9’ Stellone 46’, 70’ (rig.) | Marcatori | 4’ Guidoni 12’ Amerini |

| Arbitro: | Saccani (Mantova) |

|                         |           |                                         |
| La Grottería 73’ (rig.) | Marcatori | 18’ Margiotta 71’ Zanchetta 91’ Sommese |

| Arbitro: | P. Rossi (Ciampino) |

|                           |           |                |
| Lazzaro 70’ Vignaroli 80’ | Marcatori | 38’ Bombardini |

| Arbitro: | Trefoloni (Siena) |

|             |           |             |
| Guidoni 63’ | Marcatori | 48’ Zaniolo |

| Arbitro: | Ayroldi (Molfetta) |

|                            |           |                                      |
| Albino 7’, 63’ Parente 65’ | Marcatori | 44’, 67’ (rig.) Cappioli 87’ Chionna |

#### Girone di ritorno
| Arbitro: | Collina (Viareggio) |

|                  |           |  |
| La Grottería 32’ | Marcatori |  |

| Arbitro: | Saccani (Mantova) |

|                                                                   |           |  |
| Cammarata 45’ Suazo 50’ (rig.) Lucenti 54’ M. Esposito 78’ (rig.) | Marcatori |  |

| Arbitro: | Pieri (Lucca) |

|  |           |                       |
|  | Marcatori | 79’, 87’ La Grottería |

| Palermo 11 febbraio 2002, ore 20:30 23ª giornata | Palermo           | 0 – 0 referto | Bari | Stadio La Favorita\| Arbitro: \| Rizzoli (Bologna) \| |
| Arbitro:                                         | Rizzoli (Bologna) |               |      |                                                       |

| Arbitro: | Pieri (Lucca) |

|                                      |           |                                      |
| Mazzoleni 43’ Ghirardello 85’ (rig.) | Marcatori | 45+1’ Bombardini 90+4’ Marco Aurelio |

| Arbitro: | P. Rossi (Ciampino) |

|                         |           |  |
| Mascara 60’ Guidoni 68’ | Marcatori |  |

| Arbitro: | De Santis (Tivoli) |

|                                                                    |           |                         |
| Bombardini 44’ La Grottería 45+2’ (rig.) Di Donato 58’ Brienza 81’ | Marcatori | 13’ Savoldi 72’ Bogdani |

| Arbitro: | Palanca (Roma) |

|            |           |                    |
| Diliso 20’ | Marcatori | 37’ (aut.) Porchia |

| Arbitro: | Dondarini (Finale Emilia) |

|            |           |  |
| Guidoni 7’ | Marcatori |  |

| Arbitro: | Rizzoli (Bologna) |

|                        |           |  |
| Bucchi 44’ Miccoli 76’ | Marcatori |  |

| Arbitro: | Morganti (Ascoli Piceno) |

|  |           |                    |
|  | Marcatori | 51’ Pinga 86’ Jeda |

| Arbitro: | Rodomonti (Teramo) |

|                             |           |  |
| G. Ferrari 30’ Fabbrini 52’ | Marcatori |  |

| Palermo 21 aprile 2002, ore 15:00 32ª giornata | Palermo         | 0 – 0 referto | Como | Stadio La Favorita\| Arbitro: \| Dattilo (Locri) \| |
| Arbitro:                                       | Dattilo (Locri) |               |      |                                                     |

| Arbitro: | Bolognino (Milano) |

|                  |           |  |
| Carparelli 90+3’ | Marcatori |  |

| Arbitro: | Racalbuto (Gallarate) |

|             |           |                 |
| Guidoni 70’ | Marcatori | 37’ Jankulovski |

| Arbitro: | Rizzoli (Bologna) |

|             |           |             |
| Rivalta 77’ | Marcatori | 23’ Guidoni |

| Arbitro: | Cruciani (Pesaro) |

|                    |           |                |
| Guidoni 16’ (rig.) | Marcatori | 50’ Del Grosso |

| Arbitro: | Pieri (Lucca) |

|                                   |           |                         |
| Edusei 29’ Mendil 38’ Zaniolo 79’ | Marcatori | 84’ Guidoni 89’ Furiani |

| Arbitro: | Preschern (Mestre) |

|                         |           |                              |
| Brienza 35’ Guidoni 85’ | Marcatori | 12’, 46’ M. Vieri 43’ Albino |

### Coppa Italia
| Arbitro: | Palanca (Roma) |

|                               |           |  |
| Amerini 52’ Belmonte 88’, 89’ | Marcatori |  |

| Arbitro: | Cruciani (Pesaro) |

|                                                       |           |                             |
| Zampagna 44’ Voria 75’ Sciaccaluga 77’ A. Morello 89’ | Marcatori | 53’ Cappioli 73’ Bombardini |

| Arbitro: | Palmieri (Cosenza) |

|                                     |           |  |
| Belmonte 41’ Longo 45+1’ Frezza 72’ | Marcatori |  |

## Statistiche

### Statistiche di squadra
| Competizione | Punti | In casa | In casa | In casa | In casa | In casa | In casa | In trasferta | In trasferta | In trasferta | In trasferta | In trasferta | In trasferta | Totale | Totale | Totale | Totale | Totale | Totale | DR |
| Competizione | Punti | G       | V       | N       | P       | Gf      | Gs      | G            | V            | N            | P            | Gf           | Gs           | G      | V      | N      | P      | Gf     | Gs     | DR |
| ------------ | ----- | ------- | ------- | ------- | ------- | ------- | ------- | ------------ | ------------ | ------------ | ------------ | ------------ | ------------ | ------ | ------ | ------ | ------ | ------ | ------ | -- |
| Serie B      | 48    | 19      | 10      | 6       | 3       | 26      | 15      | 19           | 2            | 6            | 11           | 21           | 39           | 38     | 12     | 12     | 14     | 47     | 54     | -7 |
| Coppa Italia |       | 2       | 2       | 0       | 0       | 6       | 0       | 1            | 0            | 0            | 1            | 2            | 4            | 3      | 2      | 0      | 1      | 8      | 4      | +4 |
| Totale       |       | 21      | 12      | 6       | 3       | 32      | 15      | 20           | 2            | 6            | 12           | 23           | 43           | 41     | 14     | 12     | 15     | 55     | 58     | -3 |

### Statistiche dei giocatori
| Giocatore        | Serie B  | Serie B | Serie B     | Serie B    | Coppa Italia | Coppa Italia | Coppa Italia | Coppa Italia | Totale   | Totale | Totale      | Totale     |
| Giocatore        | Presenze | Reti    | Ammonizioni | Espulsioni | Presenze     | Reti         | Ammonizioni  | Espulsioni   | Presenze | Reti   | Ammonizioni | Espulsioni |
| ---------------- | -------- | ------- | ----------- | ---------- | ------------ | ------------ | ------------ | ------------ | -------- | ------ | ----------- | ---------- |
| G. Abate         | 3        | 0       | ?           | ?          | 0            | 0            | 0            | 0            | 3        | 0      | 0+          | 0+         |
| P. Accardi       | 3        | 0       | ?           | ?          | 1            | 0            | 0            | 0            | 4        | 0      | 0+          | 0+         |
| S. Altobelli     | 4        | 0       | ?           | ?          | 2            | 0            | 1            | 1            | 6        | 0      | 1+          | 1+         |
| D. Amerini       | 34       | 1       | ?           | ?          | 2            | 1            | 0            | 0            | 36       | 2      | 0+          | 0+         |
| S. L. aprile     | 3        | -0      | ?           | ?          | 1            | -3           | 0            | 0            | 4        | -3     | 0+          | 0+         |
| E. Belmonte      | 0        | 0       | 0           | 0          | 3            | 2            | 0            | 0            | 3        | 2      | 0           | 0          |
| D. Bombardini    | 33       | 7       | ?           | ?          | 2            | 1            | 0            | 0            | 35       | 8      | 0+          | 0+         |
| F. Brienza       | 29       | 2       | ?           | ?          | 0            | 0            | 0            | 0            | 29       | 2      | 0+          | 0+         |
| M. Cappioli      | 24       | 2       | ?           | ?          | 2            | 1            | 0            | 0            | 26       | 3      | 0+          | 0+         |
| E. Chionna       | 27       | 1       | ?           | ?          | 3            | 0            | 0            | 0            | 30       | 1      | 0+          | 0+         |
| M. Ciaramitaro   | 0        | 0       | 0           | 0          | 1            | 0            | 0            | 0            | 1        | 0      | 0           | 0          |
| R. Cortese       | 1        | 0       | ?           | ?          | 0            | 0            | 0            | 0            | 1        | 0      | 0+          | 0+         |
| P. Cotroneo      | 0        | 0       | 0           | 0          | 0            | 0            | 0            | 0            | 0        | 0      | 0           | 0          |
| D. De Vezze      | 0        | 0       | 0           | 0          | 0            | 0            | 0            | 0            | 0        | 0      | 0           | 0          |
| D. Di Donato     | 30       | 1       | ?           | ?          | 2            | 0            | 0            | 0            | 32       | 1      | 0+          | 0+         |
| L. Ferri         | 20       | 0       | ?           | ?          | 1            | 0            | 0            | 0            | 21       | 0      | 0+          | 0+         |
| A. M. Fontana    | 1        | -0      | ?           | ?          | 0            | -0           | 0            | 0            | 1        | -0     | 0+          | 0+         |
| G. Frezza        | 9        | 0       | ?           | ?          | 2            | 1            | 0            | 0            | 11       | 1      | 0+          | 0+         |
| F. Furiani       | 32       | 1       | ?           | ?          | 2            | 0            | 0            | 0            | 34       | 1      | 0+          | 0+         |
| S. V. Giampietro | 5        | 0       | ?           | ?          | 2            | 0            | 0            | 0            | 7        | 0      | 0+          | 0+         |
| A. Guerra        | 33       | 0       | ?           | ?          | 0            | 0            | 0            | 0            | 33       | 0      | 0+          | 0+         |
| S. Guidoni       | 33       | 11      | ?           | ?          | 2            | 0            | 0            | 0            | 35       | 11     | 0+          | 0+         |
| C. La Grottería  | 31       | 11      | ?           | ?          | 1            | 0            | 0            | 0            | 32       | 11     | 0+          | 0+         |
| M. Lanzaro       | 14       | 0       | ?           | ?          | 1            | 0            | 1            | 0            | 15       | 0      | 1+          | 0+         |
| R. Longo         | 8        | 0       | ?           | ?          | 1            | 1            | 0            | 0            | 9        | 1      | 0+          | 0+         |
| L. Malafronte    | 5        | 0       | ?           | ?          | 0            | 0            | 0            | 0            | 5        | 0      | 0+          | 0+         |
| Marco Aurélio    | 32       | 2       | ?           | ?          | 2            | 0            | 0            | 1            | 34       | 2      | 0+          | 1+         |
| G. Mascara       | 21       | 6       | ?           | ?          | 0            | 0            | 0            | 0            | 21       | 6      | 0+          | 0+         |
| V. Montalbano    | 30       | 1       | ?           | ?          | 2            | 0            | 1            | 0            | 32       | 1      | 1+          | 0+         |
| V. Palumbo       | 1        | 0       | ?           | ?          | 2            | 0            | 0            | 0            | 3        | 0      | 0+          | 0+         |
| A. Perna         | 0        | 0       | 0           | 0          | 0            | 0            | 0            | 0            | 0        | 0      | 0           | 0          |
| R. Rimondini     | 1        | 0       | ?           | ?          | 0            | 0            | 0            | 0            | 1        | 0      | 0+          | 0+         |
| L. Rinaudo       | 0        | 0       | 0           | 0          | 0            | 0            | 0            | 0            | 0        | 0      | 0           | 0          |
| M. Scaringella   | 0        | 0       | 0           | 0          | 1            | 0            | 0            | 0            | 1        | 0      | 0           | 0          |
| J. Shakpoke      | 0        | 0       | 0           | 0          | 1            | 0            | 0            | 0            | 1        | 0      | 0           | 0          |
| V. Sicignano     | 35       | -53     | ?           | ?          | 3            | -1           | 0            | 0            | 38       | -54    | 0+          | 0+         |
| A. Valoti        | 24       | 0       | ?           | ?          | 1            | 0            | 0            | 0            | 25       | 0      | 0+          | 0+         |
| G. E. Vassallo   | 1        | 0       | ?           | ?          | 1            | 0            | 0            | 0            | 2        | 0      | 0+          | 0+         |